# Stumt bogstav
 Denne artikel omhandler overvejende eller alene danske forhold. Hjælp gerne med at gøre artiklen mere almen.
Stumme bogstaver er bogstaver, der i visse ord ikke udtales.

## Danske stumme bogstaver

### H
I rigsdansk er bogstavet h stumt i ord, der begynder med hv – hvem, hvad, hvor og en række andre. I forskellige dialekter er dette h ikke stumt. 
Hvor man på dansk har bevaret det stumme h, har man på svensk afskaffet det.

### D
Bogstavet d er i mange tilfælde stumt når det kommer til sidst i et ord, f.eks. jord, bord, skind, blind og en række andre. Stumt d står tit lige efter l, n eller r f.eks. told, rund og mund. Stumt d findes også nogen gange foran s og t, men ikke altid.
| Sprog | Spire Denne artikel om sprog er en spire som bør udbygges. Du er velkommen til at hjælpe Wikipedia ved at udvide den. |